# Marcel Khalife

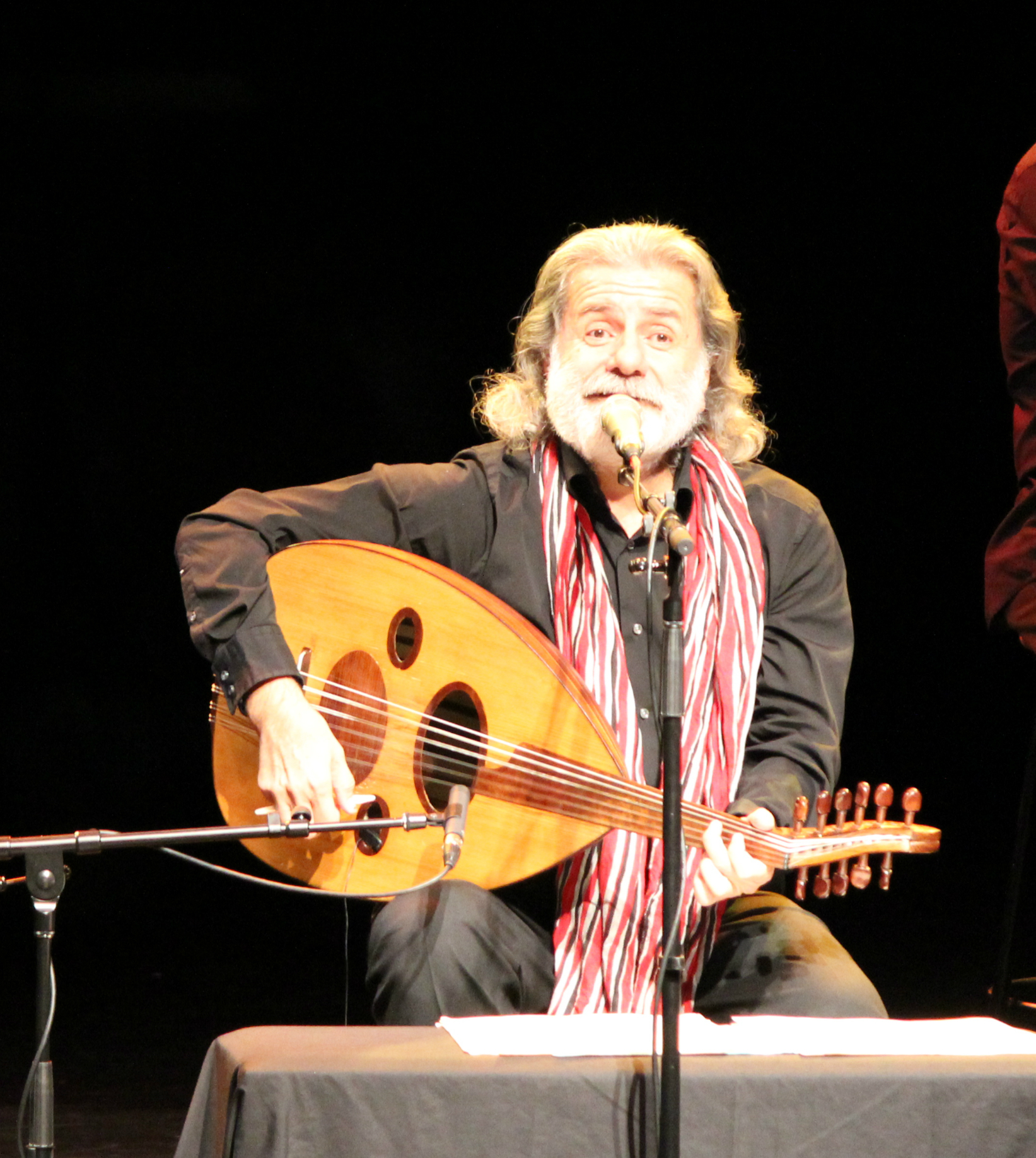
Marcel Khalife (2012)

Marcel Khalife (ur. 1950) – libański kompozytor, pieśniarz, wykonawca utworów na udzie (arabskiej lutni), maronita. 
Jest uważany przez Palestyńczyków za Palestyńczyka, w południowym Libanie za Libańczyka oraz powszechnie za muzyka arabskiego. Żył wśród rybaków, wieśniaków i Cyganów, pod wpływem dwóch religii, co ma wpływ na jego twórczość.
Od 1970 do 1975 roku uczył się w konserwatorium w Bejrucie. W 1976 roku założył zespół Al Mayadeen, który stał się znany na świecie dzięki opartych na poezji Mahmouda Darwisha piosenkom Umi (Moja matka), Rita w'al-Bundaqiya (Rita i karabin) i Jawaz al-Safr (Paszport).

## Życiorys

### Debiut
Marcel Khalife urodził się w 1950 roku w Amszit, małym miasteczku na wybrzeżu, na północ od Bejrutu. Jego dziadek był rybakiem i grał na flecie. Pierwsze lekcje w muzyki dawał mu Hanna Karam, emerytowany wojskowy, nauczyciel w jego miasteczku, który radził rodzicom młodego chłopca, aby pozwolili mu kontynuować naukę muzyki. W tym czasie, w wyniku ciężkiej choroby, umarła mu matka. 
Na udzie uczył się grać w Państwowym Konserwatorium w Bejrucie. Poznając instrument i technikę gry, Marcel Khalife badał i rozszerzał możliwości uda.
Od 1970 do 1975 roku nauczał w konserwatorium w Bejrucie i innych miejscowych szkołach oraz odbył tournée po Bliskim Wschodzie, Północnej Afryce, Europie i Stanach Zjednoczonych dając solowe koncerty na udzie. 
W Bejrucie poznał sytuację Palestyńczyków przechodząc przez obozy uchodźców palestyńskich w drodze do konserwatorium.
W 1972 roku, aby odradzać swoje dziedzictwo muzyczne i arabskie zespoły chóralne, Marcel Khalife utworzył w swoim rodzinnym miasteczku zespół muzyczny. Pierwsze wykonania miały miejsce w Libanie podczas libańskiej wojny domowej w 1975. W czasie wojny ryzykował życiem koncertując w salach, które mogły zostać zbombardowane. 

### ZespółAl Mayadeen
Repertuar zespołu łączy tradycyjną muzykę arabską z elementami muzyki zachodu np. przez wprowadzenie pianina. Marcel Khalife wykorzystuje często w utworach współczesne poezje arabskie (jak utwory Mahmouda Darwisha) i muwashahat (muzyka Al-Andalus). Komponuje i śpiewa pieśni do poematów palestyńskiego poety Mahmouda Darwisha, pieśni o nacjonalizmie i rewolucji. 
W 1976 roku powstał zespół Al Mayadeen. Al-mayadeen jest formą liczby mnogiej rzeczownika maydan, który może oznaczać pole walki lub plac miasteczka, gdzie mają miejsce wydarzenia świąteczne, śluby, śpiew i taniec. Wcześniejsze doświadczenia muzyczne zespołu Al Mayadeen powodowały, że był doskonałe przyjmowany poza Libanem, szczególnie gdy wykonywał pieśni Umi (Moja matka), Rita w'al-Bundaqiya (Rita i karabin) i Jawaz al-Safr (Paszport), bazujące na poezji Darwisha. Zespół występował w krajach arabskich, Europie, Stanach Zjednoczonych, Kanadzie, Ameryce Południowej, Australii, i Japonii.
Marcel Khalife był kilkukrotnie zapraszany do udziału w festiwalach o międzynarodowym znaczeniu: Baalbeck, Beit Eddine (Liban), Kartagina, El Hammamat (Tunezja), Timgad (Algieria), Jarash (Jordania), Arles (Francja), Krems i Linz (Austria), Brema (Niemcy), ReOrient (Szwecja), Pawia (Włochy), Światowy Festiwal Muzyczny w San Francisco, Nowy Jork, Cleveland (USA). Koncertował w wielu prestiżowych salach, jak Palace of Arts w Montrealu, Symphony Space i Merkin Concert w Nowym Jorku, Berklee Theatre i New England Conservatory w Bostonie, Royal Festival Hall i Queen Elizabeth Hall w Londynie, Pałac UNESCO w Bejrucie, Opera Kairze (Egipt).

### SprawaAna Yussef, ya Abi– zniewaga islamu
Marcel Khalife był trzykrotnie (1996, 1999 i 2003) sądzony z powodu tekstu pieśni Jestem Józef, o Ojcze (Ana Yussef, ya Abi), napisanego przez palestyńskiego poetę Mahmouda Darwisha. 
Był oskarżony o obrazę wartości religijnych, gdyż do tekstu włączono dwa wersety z jednej sur Koranu.
Khalifa zamieścił pieśń w 1995 roku w albumie "The Arabic Coffee Pot", który bazował na poemacie znanego palestyńskiego poety, Mahmouda Darwisha. Poemat cytował werset z historii Józefa w Koranie: "O mój Ojcze, widziałem jedenaście gwiazd i słońce i księżyc kłaniających mi się w hołdzie." To historia braci Józefa, nielubiących go i zazdrosnych, gdyż był przystojny i uprzejmy. Historia była obrazem cierpienia ludu palestyńskiego.
W 2005 roku, Marcel Khalife powiadomił środki przekazu, że wykonywanie jego muzyki i pieśni było zakazywane w Tunezji w zarządzanych przez państwo stacjach radiowych telewizyjnych. Powodem niezadowolenia tunezyjskich organów władzy mogło być zadedykowanie podczas koncertu w Kartaginie w sierpniu 2005 roku jednej z pieśni Arabom uwięzionym w Izraelu i państwach arabskich. 
Wyrażał także poparcie w sprawie praw politycznych aktywistów, który odbyli strajk głodowy przed i podczas światowej konferencji na szczycie w sprawie społeczeństwa informacyjnego (World Summit on the Information Society (WSIS))w Tunezji w listopadzie 2005 roku.

## Twórczość

### Utwory instrumentalne
Od 1974 roku Marcel Khalife komponuje muzykę do spektakli tanecznych mających odnowić popularny balet orientalny oraz muzykę filmową.
Jego ostatnie (2006) prace stanowią głównie utwory instrumentalne, jak Symfonia Powrotu, (The Symphony of Return), Śpiewy Wschodu (Chants of the East), Concerto Al-Andalus Suita na Oud i orkiestrę Mouda'aba (Suite for Oud and Orchestra (Carres)), Diwan Al Oud, Jadal duet na oud, kwartet na oud Al Samaa w tradycyjnej arabskiej formie i Taqasim, duet na oud i kontrabas. 
Kompozycje Marcela Khalife był wykonywane przez różne orkiestry, a w szczególności przez Kijowską Orkiestrę Symfoniczną, Orkiestrę Akademii Boulogne Billancourt, Orkiestra Pokoju San Francisco, Orkiestra miasta Tunisu, i Absolute Ensemble.

### Książki
Kompozytor napisał w 1982 roku sześcioczęściową Antologię studiowania oud (Anthology of Studying the Oud), jego inne dzieła to Jadal Oud Duo i Samaa poświęcone muzyce arabskiej.

### Filmy
Marcel Khalife skomponował muzykę do filmów fabularnych i dokumentalnych oraz seriali, których producentami byli Maroun Baghdadi, Oussama Mohammed, Sophi Sayhf Eddin i Sami Zikra. 
W 2002 roku europejska sieć telewizyjna nadała film dokumentalny o Marcelu Khalife. Film zatytułowany Voyageur (Podróżnik), prezentuje wybór 33 utworów z repertuaru Khalife, który obejmują wybór od kompozycji solowych na oud i wokalnej poezji arabskiej po kompozycje orkiestralne, muzykę filmową i balety. 
Innym filmem dokumentalnym jest Le Luth Sacrilège (lutnia świętokradztwa) reżyserowanym przez Pierre Dupouey opowiadający historię drugiego procesu Marcela Khalify w 1998 roku w sprawie jego pieśni Ana Yussef (Jestem Josef).